# بروكفيل (إنديانا)
بروكفيل (بالإنجليزية: Brookville town, Indiana)‏ هي بلدة تقع بولاية إنديانا في الولايات المتحدة. تبلغ مساحتها 3.75 كم2، وترتفع عن سطح البحر 203 م، بلغ عدد سكانها 2,596 نسمة في عام 2010 حسب إحصاء مكتب تعداد الولايات المتحدة وتصل الكثافة السكانية فيها 692.3 نسمة لكل كيلومتر مربع (1,793.0/ميل2).

## التركيبة السكانية
حدّد مكتب تعداد الولايات المتحدة بيانات التركيبة السكانية لبروكفيل في تعداد الولايات المتحدة. في ما يلي، التركيبة السكانية حسب تعدادي 2000 و2010.

### تعداد عام 2000
بلغ عدد سكان بروكفيل 2,652 نسمة بحسب تعداد عام 2000، وبلغ عدد الأسر 1,145 أسرة وعدد العائلات 684 عائلة مقيمة في البلدة. في حين سجلت الكثافة السكانية 707.2 نسمة لكل كيلومتر مربع (1,831.6/ميل2). وبلغ عدد الوحدات السكنية 1,276 وحدة بمتوسط كثافة قدره 340.3 لكل كيلومتر مربع (881.4/ميل2).
وتوزع التركيب العرقي للبلدة بنسبة 98.91% من البيض و0.04% من الأمريكيين الأفارقة و0.19% من الأمريكيين الأصليين و0.34% من الأمريكيين ذوي الأصول الآسيوية و0.19% من الأعراق الأخرى و0.34% من عرقين مختلطين أو أكثر و0.53% من الهسبانيون أو اللاتينيون من أي عرق.
بلغ عدد الأسر 1,145 أسرة كانت نسبة 28.4% منها لديها أطفال تحت سن الثامنة عشر تعيش معهم، وبلغت نسبة الأزواج القاطنين مع بعضهم البعض 43.8% من أصل المجموع الكلي للأسر، ونسبة 12.2% من الأسر كان لديها معيلات من الإناث دون وجود شريك، بينما كانت نسبة 3.8% من الأسر لديها معيلون من الذكور دون وجود شريكة وكانت نسبة 40.3% من غير العائلات. تألفت نسبة 36.5% من أصل جميع الأسر من عدة أفراد يعيشون في نفس المنزل ونسبة 21% كانت تتألف من شخص يعيش بمفرده يبلغ من العمر 65 عاماً أو أكثر. وبلغ متوسط حجم الأسرة المعيشية 2.24، أما متوسط حجم العائلات فبلغ 2.93.
بلغ العمر الوسطي للسكان 39.2 عاماً. وكانت نسبة 23.5% من القاطنين تحت سن الثامنة عشر، وكانت نسبة 7.5% بين الثامنة عشر والرابعة والعشرين عاماً، ونسبة 25.5% كانت واقعةً في الفئة العمرية ما بين الخامسة والعشرين والرابعة والأربعين عاماً، ونسبة 19.4% كانت ما بين الخامسة والأربعين والرابعة والستين، ونسبة 20.6% كانت ضمن فئة الخامسة والستين عاماً فما فوق. يوجد لكل 100 أنثى 82.5 ذكر، ويوجد لكل 100 أنثى في الثامنة عشر من عمرها فما فوق 81.3 ذكر.
بلغ متوسط دخل الأسرة في البلدة 29,390 دولارًا، أما متوسط دخل العائلة فبلغ 37,212 دولارًا. وكان متوسط دخل الذكور 29,009 دولارًا مقابل 23,910 دولارًا للإناث. وسجل دخل الفرد الخاص بالبلدة 17,360 دولارًا. وكانت نسبة 4.4% من العائلات ونسبة 8% من السكان تحت خط الفقر، وكان من هؤلاء نسبة 8.1% تحت سن الثامنة عشر ونسبة 8.6% في الخامسة والستين من العمر وما فوق.

### تعداد عام 2010
بلغ عدد سكان بروكفيل 2,596 نسمة بحسب تعداد عام 2010، وبلغ عدد الأسر 1,160 أسرة وعدد العائلات 673 عائلة مقيمة في البلدة. في حين سجلت الكثافة السكانية 692.3 نسمة لكل كيلومتر مربع (1,793.0/ميل2). وبلغ عدد الوحدات السكنية 1,307 وحدة بمتوسط كثافة قدره 348.5 لكل كيلومتر مربع (902.6/ميل2).
وتوزع التركيب العرقي للبلدة بنسبة 97.46% من البيض و0.35% من الأمريكيين الأفارقة و0.27% من الأمريكيين الأصليين و0.19% من الأمريكيين ذوي الأصول الآسيوية و0.85% من الأعراق الأخرى و0.89% من عرقين مختلطين أو أكثر و1.62% من الهسبانيون أو اللاتينيون من أي عرق.
بلغ عدد الأسر 1,160 أسرة كانت نسبة 29.2% منها لديها أطفال تحت سن الثامنة عشر تعيش معهم، وبلغت نسبة الأزواج القاطنين مع بعضهم البعض 39.4% من أصل المجموع الكلي للأسر، ونسبة 12.7% من الأسر كان لديها معيلات من الإناث دون وجود شريك، بينما كانت نسبة 5.9% من الأسر لديها معيلون من الذكور دون وجود شريكة وكانت نسبة 42% من غير العائلات. تألفت نسبة 37.8% من أصل جميع الأسر من عدة أفراد يعيشون في نفس المنزل ونسبة 20.7% كانت تتألف من شخص يعيش بمفرده يبلغ من العمر 65 عاماً أو أكثر. وبلغ متوسط حجم الأسرة المعيشية 2.24، أما متوسط حجم العائلات فبلغ 2.91.
بلغ العمر الوسطي للسكان 39.6 عاماً. وكانت نسبة 24.1% من القاطنين تحت سن الثامنة عشر، وكانت نسبة 9.2% بين الثامنة عشر والرابعة والعشرين عاماً، ونسبة 22.5% كانت واقعةً في الفئة العمرية ما بين الخامسة والعشرين والرابعة والأربعين عاماً، ونسبة 24.1% كانت ما بين الخامسة والأربعين والرابعة والستين، ونسبة 20.2% كانت ضمن فئة الخامسة والستين عاماً فما فوق. وتوزع التركيب الجنسي للسكان بنسبة 46.8% ذكور و53.2% إناث.

## وصلات خارجية
- الموقع الرسمي